# Widbir 2018
Widbir 2018 (ukrainisch Відбір 2018, englische Transkription Vidbir 2018) war der ukrainische Vorentscheid für den Eurovision Song Contest 2018 in Lissabon (Portugal). Er fand im Februar 2018 im Zentrum für Kultur und Kunst (Центр культури і мистецтв) der „KPI“ in Kiew statt. Mélovin gewann mit dem Titel Under the Ladder und wird die Ukraine in Lissabon vertreten.

## Format

### Konzept
UA:PBC greift auf das gleiche Konzept wie in den beiden Vorjahren zurück. Im ersten Teil werden Auditions in der gesamten Ukraine veranstaltet. Im zweiten Teil folgen dann die drei Liveshows. Insgesamt sollen wieder zwischen 14 und 20 Beiträge an der Show teilnehmen. Aufgeteilt werden diese in zwei Halbfinale, indem sich jeweils drei Teilnehmer für das Finale qualifizieren. Im Finale werden sechs Teilnehmer antreten. Abgestimmt wird in allen drei Shows durch 50 % Juryvoting und zu 50 % durch Televoting.

### Jury
Die Jury, die 50 % des Ergebnisses ausmacht, besteht aus folgenden Personen:

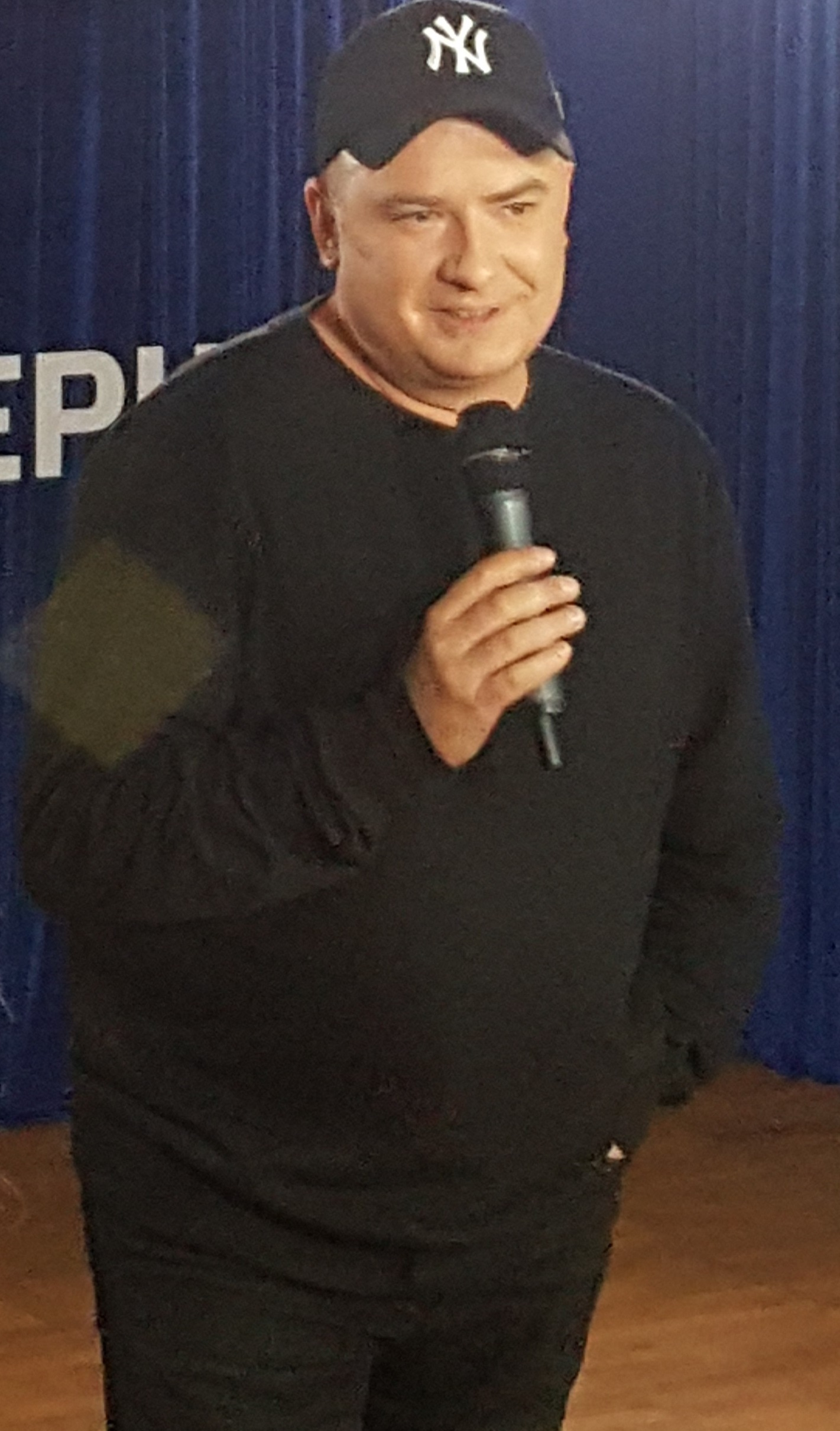
Andrij Danylko
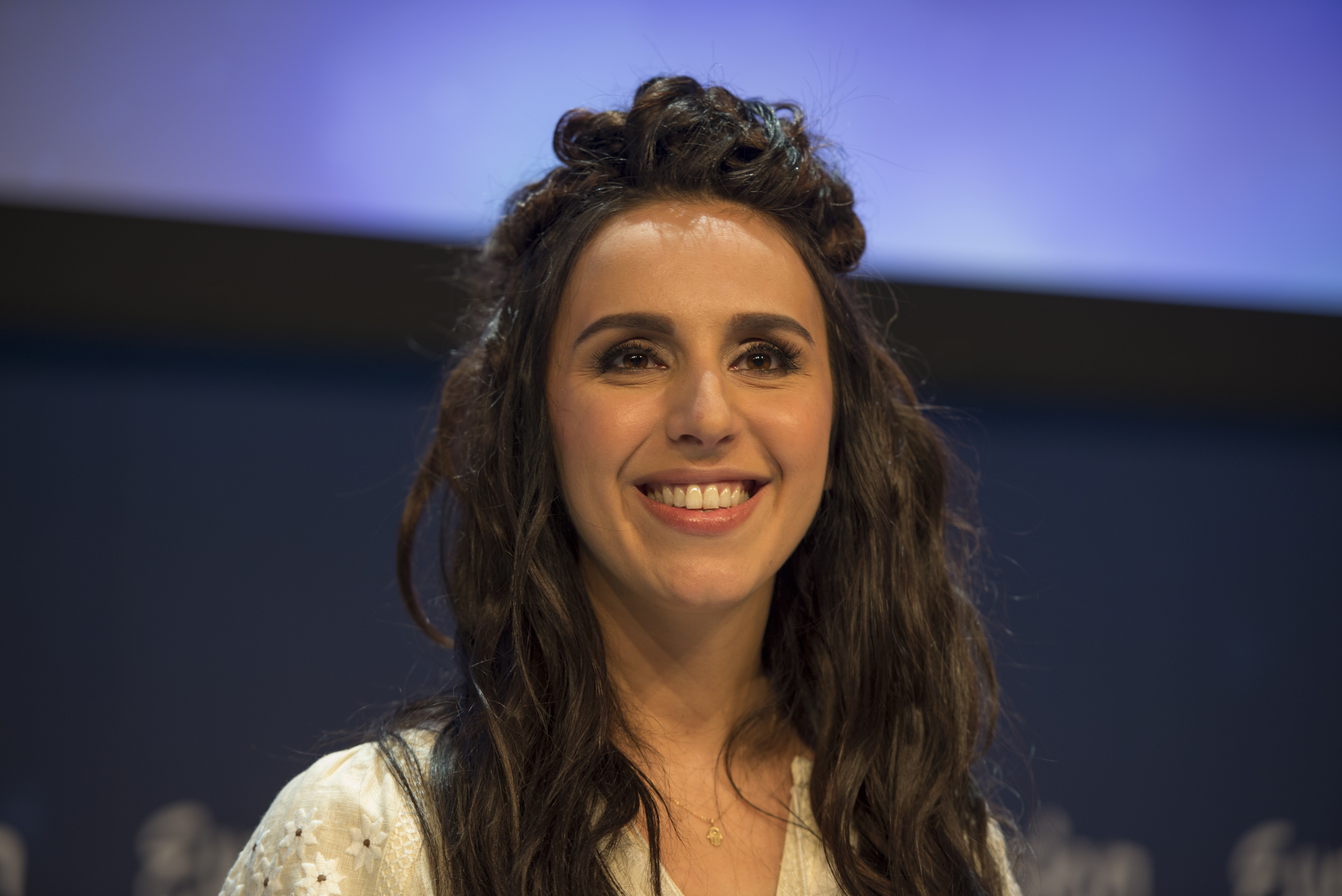
Jamala
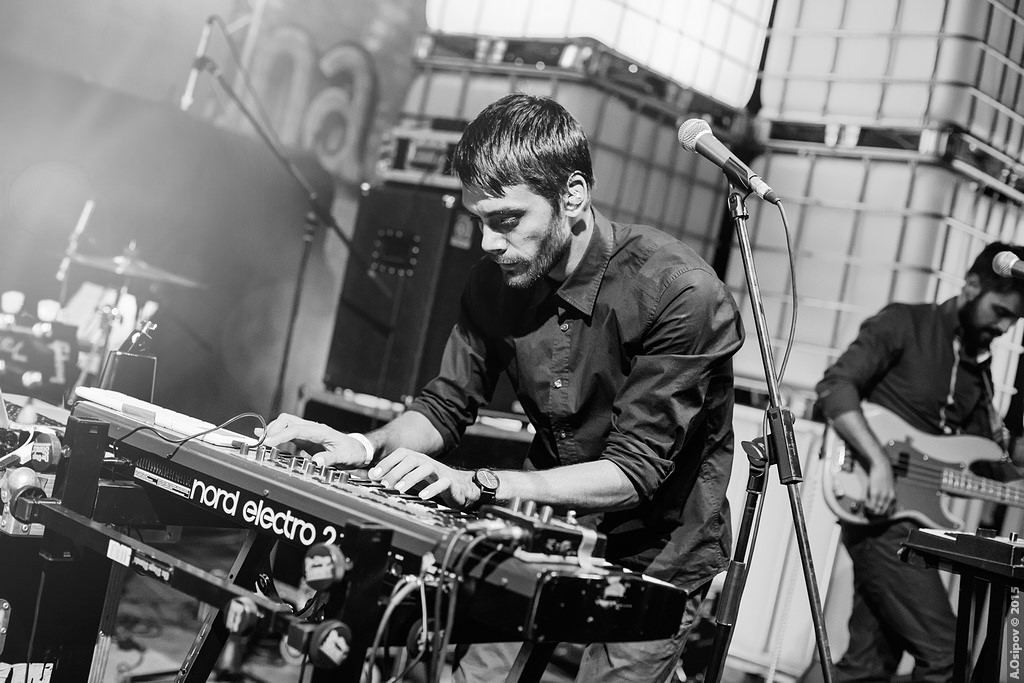
Jewhen Filatow

- Jamala (Siegerin des Widbir 2016, Siegerin des Eurovision Song Contest 2016 und Jurorin beim Widbir 2017)
- Andrij Danylko (Ukrainischer Teilnehmer des Eurovision Song Contest 2007 und Juror beim Widbir 2016 & 2017)
- Jewhen Filatow (Musikproduzent)

### Beitragswahl
Vom 10. Oktober 2017 bis zum 15. Januar 2018 bestand die Gelegenheit, einen Beitrag beim ukrainischen Fernsehen UA:PBC einzureichen. Die Auswahl der Beiträge erfolgte durch den ukrainischen Musikproduzent Ruslan Kwinta.

## Teilnehmer
Am 16. Januar gab UA:PBC via Twitter die 18 Teilnehmer des Wettbewerbs bekannt. Die Lieder und Komponisten wurden allerdings noch nicht vollständig bekannt gegeben. Unter ihnen sind aber einige Rückkehrer zum Wettbewerb. Illaria, Mélovin und Tayanna nahmen alle schon 2017 am Wettbewerb teil und erreichten dort das Finale. Pur:Pur war bereits 2016 Finalist bei der ersten Ausgabe vom Wettbewerb.

## Halbfinale
Die Halbfinalauslosung fand am 19. Januar 2018 statt, wo entschieden wurde in welchem Halbfinale der jeweilige Interpret auftritt. Die Interpreten wurde schon vorher in zwei Halbfinale aufgeteilt. Die genauen Startplätze wurde von den Interpreten allerdings selbst gelost.

### Erstes Halbfinale
Das erste Halbfinale fand am 10. Februar 2018 im Palace of Culture „KPI“ statt. Drei Teilnehmer qualifizierten sich für das Finale. Neben den Auftritten der Teilnehmer trat auch Tschechiens Interpret Mikolas Josef mit seinem ESC-Beitrag Lie To Me auf. Auch O.Torwald, Ukraines ESC-Vertreter 2017, traten auf.
| Platz | Startnr. | Interpret     | Lied Musik (M) und Text (T)                                                                 | Sprache    | Übersetzung (Inoffiziell) | Jury           | Jury   | Jury           | Jury   | Jury Punkte | Zuschauerstimmen (Televoting & SMS) | Zuschauerstimmen (Televoting & SMS) | Gesamt |
| Platz | Startnr. | Interpret     | Lied Musik (M) und Text (T)                                                                 | Sprache    | Übersetzung (Inoffiziell) | Andriy Danylko | Jamala | Jewhen Filatow | Gesamt | Jury Punkte | %                                   | Punkte                              | Gesamt |
| ----- | -------- | ------------- | ------------------------------------------------------------------------------------------- | ---------- | ------------------------- | -------------- | ------ | -------------- | ------ | ----------- | ----------------------------------- | ----------------------------------- | ------ |
| 1.    | 3        | Laud          | Waiting M/T: Wlad Karaschtschuk, Roman Tscherenoj, Kateryna Rogowa                          | Englisch   | Warten                    | 9              | 8      | 6              | 23     | 9           | 14,84 %                             | 7                                   | 16     |
| 2.    | 9        | The Erised    | Heroes M/T: Sonja Suchorukowa, Danylo Marin, Ihor Kyrylenko, Oleksandr Ljuljakin, Sak Ferum | Englisch   | Helden                    | 8              | 5      | 5              | 18     | 5           | 17,49 %                             | 8                                   | 13     |
| 3.    | 7        | Vilna         | Forest Song M/T: Iryna Wassylenko, Mykyta Rewa, Jurij Wodolaschskyj                         | Englisch   | Waldlied                  | 2              | 2      | 4              | 8      | 3           | 17,66 %                             | 9                                   | 12     |
| 4.    | 8        | Pur:Pur       | Fire M/T: Natalija Smirina                                                                  | Englisch   | Feuer                     | 7              | 6      | 8              | 21     | 6           | 11,91 %                             | 6                                   | 12     |
| 5.    | 2        | Serhij Babkin | Kris twoji otschi M/T: Serhij Babkin, Jefim Tschupakin, Anton Malyschew, Jewhen Filatow     | Ukrainisch | Durch deine Augen         | 6              | 9      | 7              | 22     | 8           | 08,99 %                             | 4                                   | 12     |
| 6.    | 4        | Kazka         | Dywa M/T: Serhij Jermolajew, Andriy Ihnatschenko, Serhij Loksyn                             | Ukrainisch | Wunder                    | 4              | 4      | 3              | 11     | 4           | 11,42 %                             | 5                                   | 09     |
| 7.    | 1        | Constantine   | Misto M/T: Kostjantyn Dmytrijew, Uljana Kuschyk                                             | Ukrainisch | Stadt                     | 5              | 7      | 9              | 21     | 7           | 05,05 %                             | 2                                   | 09     |
| 8.    | 6        | Kozak System  | Mamaj M/T: Mykola Browtschenko, Kozak System                                                | Englisch   | –                         | 1              | 3      | 1              | 5      | 1           | 08,30 %                             | 3                                   | 04     |
| 9.    | 5        | The VIO       | Nganga M/T: Myroslav Kuvaldin                                                               | Ukrainisch | –                         | 3              | 1      | 2              | 6      | 2           | 04,35 %                             | 1                                   | 03     |

 Kandidate hat sich für das Finale qualifiziert.

### Zweites Halbfinale
Das zweite Halbfinale fand am 17. Februar 2018 im Palace of Culture „KPI“ statt.
| Platz | Startnr. | Interpret       | Lied Musik (M) und Text (T)                                | Sprache              | Übersetzung (Inoffiziell) | Jury           | Jury   | Jury           | Jury   | Jury Punkte | Zuschauerstimmen (Televoting & SMS) | Zuschauerstimmen (Televoting & SMS) | Gesamt |
| Platz | Startnr. | Interpret       | Lied Musik (M) und Text (T)                                | Sprache              | Übersetzung (Inoffiziell) | Andriy Danylko | Jamala | Jewhen Filatow | Gesamt | Jury Punkte | %                                   | Punkte                              | Gesamt |
| ----- | -------- | --------------- | ---------------------------------------------------------- | -------------------- | ------------------------- | -------------- | ------ | -------------- | ------ | ----------- | ----------------------------------- | ----------------------------------- | ------ |
| 1.    | 2        | Mélovin         | Under the Ladder M: Mélovin; T: Mike Ryals                 | Englisch             | Unter der Leiter          | 9              | 7      | 7              | 23     | 8           | 25,49 %                             | 9                                   | 17     |
| 2.    | 4        | Tayanna         | Lelja M/T: Tetjana Reschetnjak                             | Ukrainisch           | –                         | 7              | 9      | 9              | 25     | 9           | 13,23 %                             | 7                                   | 16     |
| 3.    | 5        | Kadnay          | Beat Of The Universe M/T: Dmytro Kadnaj, Pylyp Koljadenko  | Englisch             | Der Beat des Universums   | 6              | 8      | 8              | 22     | 7           | 15,40 %                             | 8                                   | 15     |
| 4.    | 7        | Mountain Breeze | I See You M/T: Oleksandr Bilyak                            | Englisch             | Ich sehe dich             | 8              | 4      | 6              | 18     | 6           | 10,69 %                             | 6                                   | 12     |
| 5.    | 8        | Illaria         | Syla M/T: Kateryna Pryschtschepa                           | Ukrainisch, Englisch | Kraft                     | 3              | 6      | 5              | 14     | 5           | 07,48 %                             | 4                                   | 09     |
| 6.    | 6        | Yurcash         | Stop Killing Love M/T: Jurko Jurtschenko                   | Englisch             | Hört auf Liebe zu töten   | 5              | 2      | 2              | 09     | 3           | 09,29 %                             | 5                                   | 08     |
| 7.    | 1        | Ingret          | Save my Planet M/T: Inhret Kostenko, Potap                 | Englisch             | Rette meinen Planeten     | 2              | 3      | 3              | 08     | 2           | 06,96 %                             | 3                                   | 05     |
| 8.    | 3        | Julinoza        | Hto ja? M/T: Julija Saporoschez                            | Ukrainisch           | Wer bin ich?              | 4              | 5      | 4              | 13     | 4           | 04,70 %                             | 1                                   | 05     |
| 9.    | 9        | Dilemma         | Na Party M/T: Jewhen Bardatschenko, Nasarij Herassymtschuk | Ukrainisch           | In der Party              | 1              | 1      | 1              | 03     | 1           | 06,47 %                             | 2                                   | 03     |

 Kandidate hat sich für das Finale qualifiziert

## Finale
Das Finale fand am 24. Februar 2018 statt. Sechs Teilnehmer traten gegeneinander an.
| Platz | Startnr. | Interpret  | Lied Musik (M) und Text (T)                                                                 | Sprache    | Übersetzung (Inoffiziell) | Cover                                                   | Jury           | Jury   | Jury           | Jury   | Jury Punkte | Zuschauerstimmen (Televoting & SMS) | Zuschauerstimmen (Televoting & SMS) | Gesamt |
| Platz | Startnr. | Interpret  | Lied Musik (M) und Text (T)                                                                 | Sprache    | Übersetzung (Inoffiziell) | Cover                                                   | Andriy Danylko | Jamala | Jewhen Filatow | Gesamt | Jury Punkte | %                                   | Punkte                              | Gesamt |
| ----- | -------- | ---------- | ------------------------------------------------------------------------------------------- | ---------- | ------------------------- | ------------------------------------------------------- | -------------- | ------ | -------------- | ------ | ----------- | ----------------------------------- | ----------------------------------- | ------ |
| 1.    | 6        | Mélovin    | Under the Ladder M: Mélovin; T: Mike Ryals                                                  | Englisch   | Unter der Leiter          | Rise Like a Phoenix (Originalinterpret: Conchita Wurst) | 6              | 4      | 4              | 14     | 5           | 33,81 %                             | 6                                   | 11     |
| 2.    | 2        | Tayanna    | Lelja M/T: Tetjana Reschetnjak                                                              | Ukrainisch | –                         | Amar pelos dois (Originalinterpret: Salvador Sobral)    | 4              | 6      | 5              | 15     | 6           | 16,62 %                             | 4                                   | 10     |
| 3.    | 1        | Kadnay     | Beat Of The Universe M/T: Dmytro Kadnaj, Pylyp Koljadenko                                   | Englisch   | Der Beat des Universums   | Waterloo (Originalinterpret: ABBA)                      | 3              | 2      | 6              | 11     | 3           | 18,61 %                             | 5                                   | 08     |
| 4.    | 4        | Laud       | Waiting M/T: Wlad Karaschtschuk, Roman Tscherenoj, Kateryna Rogowa                          | Englisch   | Warten                    | Euphoria (Originalinterpret: Loreen)                    | 5              | 5      | 3              | 13     | 4           | 11,56 %                             | 2                                   | 06     |
| 5.    | 5        | Vilna      | Forest Song M/T: Iryna Wassylenko, Mykyta Rewa, Jurij Wodolaschskyj                         | Englisch   | Waldlied                  | 1944 (Originalinterpret: Jamala)                        | 1              | 1      | 1              | 3      | 1           | 12,92 %                             | 3                                   | 04     |
| 6.    | 3        | The Erised | Heroes M/T: Sonja Suchorukowa, Danylo Marin, Ihor Kyrylenko, Oleksandr Ljuljakin, Sak Ferum | Englisch   | Helden                    | Molitva (Originalinterpret: Marija Šerifović)           | 2              | 3      | 2              | 7      | 2           | 06,48 %                             | 1                                   | 03     |